# جان وینتروپ
جان وینتروپ (انگلیسی: John Winthrop؛ 12 January 1587/8 – ۲۶ مارس ۱۶۴۹) سیاستمدار اهل پادشاهی انگلستان بود.  وکیل پیوریتن‌های انگلیسی و یکی از چهره‌های برجسته در تأسیس مستعمره خلیج ماساچوست، دومین شهرک بزرگ در نیو انگلند پس از مستعمره پلیموث بود.